# وليد العمري
وليد العمري صحفي ومدير مكتب قناة الجزيرة في فلسطين والأراضي المحتلة، من مواليد 11 فبراير 1957 في قرية صندلة الواقعة شمال مدينة جنين الفلسطينية، وهو ممن يطلق عليهم «عرب 48» وهم العرب الفلسطينيون الذين لم يغادروا مدنهم وقراهم بعد اندلاع حرب 1948، وهو يحمل الجنسية الإسرائيلية والفلسطينية.